# Souilhe
Souilhe – miejscowość i gmina we Francji, w regionie Oksytania, w departamencie Aude.
Według danych na rok 1990 gminę zamieszkiwały 204 osoby, a gęstość zaludnienia wynosiła 49 osób/km² (wśród 1545 gmin Langwedocji-Roussillon Souilhe plasuje się na 705. miejscu pod względem liczby ludności, natomiast pod względem powierzchni na miejscu 1050.).